# Poussières d'anges
Poussières d'anges est un recueil de nouvelles de l'écrivain française Ann Scott, paru aux éditions Flammarion en 2000, traitant de la mort et de la perte des êtres chers. 

## Contenu
Sont évoqués entre autres :
- L'actrice Edie Sedgwick ;
- Le top model Louise Powell ;
- Le musicien Johnny Thunders, chanteur et guitariste de The Heartbreakers ;
- Le musicien Michael Monroe, chanteur et saxophoniste de Hanoi Rocks ;
- Le musicien Joey Ramone, chanteur de The Ramones ;
- L'écrivain Hervé Guibert ;
- L'acteur River Phoenix ;
- Delphine Palatsi, plus connue sous le nom de DJ Sextoy, qui fut un temps la compagne de l'auteure.

## Parution
Éditions Librio, 2002  (ISBN 9-782290-318591)